# جرمایا فریتس
جرمایا کلاب فریتس (Jeremiah Fraitesزاده ۱۷ ژانویه ۱۹۸۶)هنرمند آهنگساز، ترانه‌سرا و همخوان آمریکایی است. او از اعضای مؤسس لومینرس و شاعر باند است.